# UTC+01:00

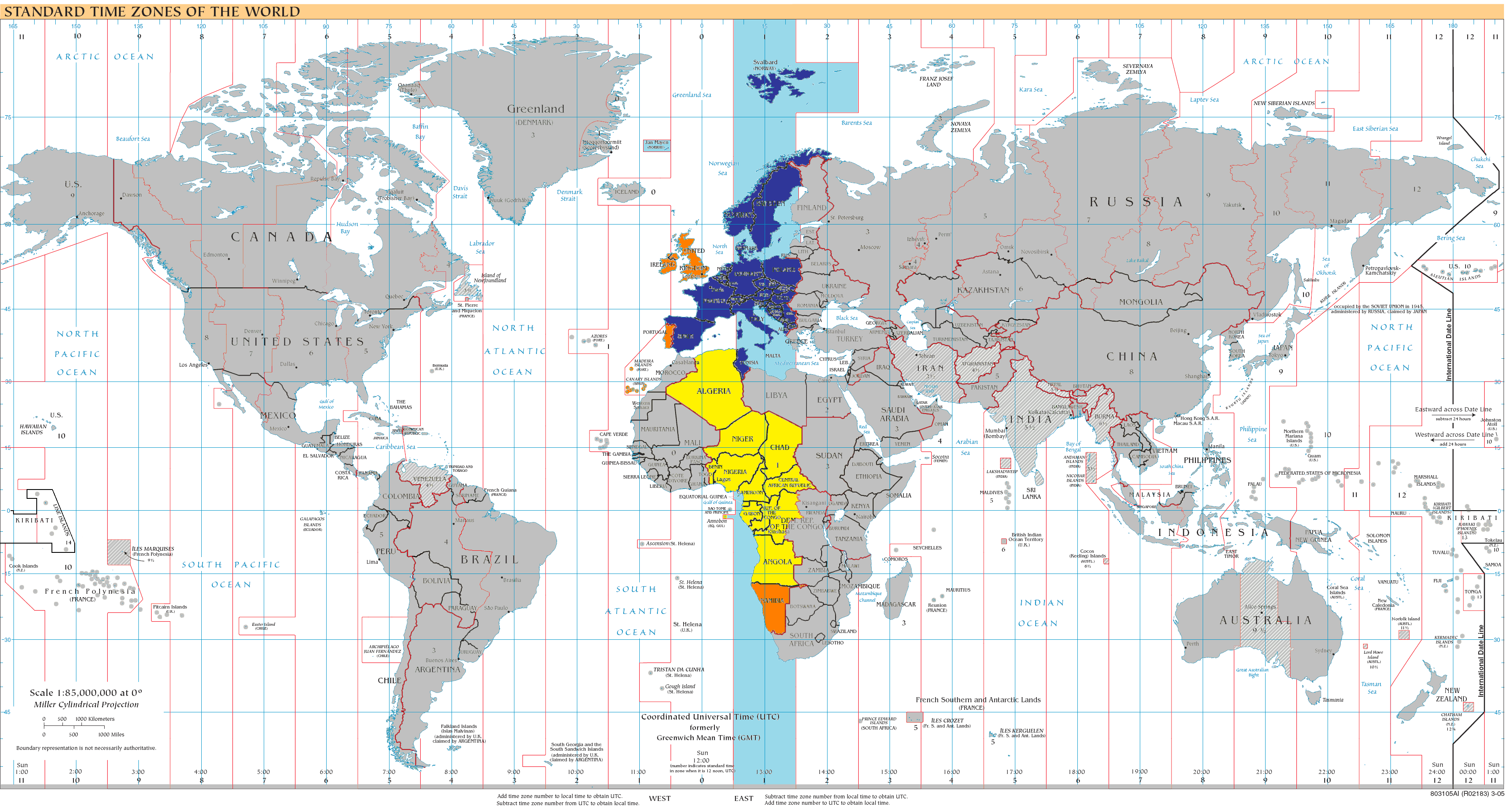
území, kde čas UTC+1 platí celoročně
území, kde čas UTC+1 platí sezónně v zimním období
území, kde čas UTC+1 platí sezónně v letním období
území, kde čas UTC+1 neplatí
mořské plochy spadající do pásma UTC+1
mořské plochy nespadající do pásma UTC+1
Poznámka: Stav k roku 2008

UTC+01:00 je zkratka a identifikátor časového posunu o +1 hodinu oproti koordinovanému světovému času. Tato zkratka je všeobecně užívána.
Existují i jiné zápisy se stejným významem:
- UTC+1 — zjednodušený zápis odvozený od základního[1]
- A — jednopísmenné označení používané námořníky, které lze pomocí hláskovací tabulky převést na jednoslovný název (Alfa).[2]

Zkratka se často chápe ve významu časového pásma s tímto časovým posunem. Odpovídajícím řídícím poledníkem je pro tento čas 15° východní délky, čemuž odpovídá teoretický rozsah pásma mezi 7°30′ a 22°30′ východní délky.

## Jiná pojmenování
| zkratka | česky                    | anglicky                     | poznámka                                                                                                  | odkaz |
| ------- | ------------------------ | ---------------------------- | --- | ----- |
| BST     | -                        | British Summer Time          | viz časová pásma ve Spojeném království                                                                   | [ 4 ] |
| CET     | středoevropský čas       | Central European Time        | viz též časová pásma v Dánsku časová pásma ve Francii časová pásma v Nizozemsku časová pásma ve Španělsku | [ 5 ] |
| IST     | -                        | Irish Standard Time          | | [ 6 ] |
| WAT     | -                        | West Africa Time             | viz též časová pásma v Kongu                                                                              | [ 7 ] |
| WEST    | západoevropský letní čas | Western European Summer Time | viz též časová pásma v Portugalsku                                                                        | [ 8 ] |
| WST     | -                        | West Africa Summer Time      | neaplikuje se                                                                                             | [ 9 ] |

## Úředně stanovený čas
Čas UTC+01:00 je používán na následujících územích, přičemž standardním časem se míní čas definovaný na daném území jako základní, od jehož definice se odvíjí sezónní změna času.

### Celoročně platný čas
- Alžírsko — standardní čas platný v tomto státě
- Angola — standardní čas platný v tomto státě
- Benin — standardní čas platný v tomto státě
- Čad — standardní čas platný v tomto státě
- Gabon — standardní čas platný v tomto státě
- Kamerun — standardní čas platný v tomto státě
- Konžská demokratická republika — standardní čas čas platný na části území
- Konžská republika — standardní čas platný v tomto státě
- Maroko — standardní čas platný v tomto státě[p 5]
- Niger — standardní čas platný v tomto státě
- Nigérie — standardní čas platný v tomto státě
- Rovníková Guinea — standardní čas platný v tomto státě
- Středoafrická republika — standardní čas platný v tomto státě
- Tunisko — standardní čas platný v tomto státě

### Sezónně platný čas
- Albánie — standardní čas platný[p 6] v tomto státě
- Andorra — standardní čas platný[p 6] v tomto státě
- Belgie — standardní čas platný[p 7] v tomto státě
- Bosna a Hercegovina — standardní čas platný[p 6] v tomto státě
- Černá Hora — standardní čas platný[p 6] v tomto státě
- Česko — standardní čas platný[p 7] v tomto státě
- Dánsko — standardní čas platný[p 7] v tomto státě
- Faerské ostrovy (Dánsko) — letní čas platný[p 6] na tomto souostroví posunutý o hodinu oproti standardnímu času
- Francie — standardní čas platný[p 7] v tomto státě
- Gibraltar (Spojené království)— standardní čas platný[p 6] na tomto území
- Chorvatsko — standardní čas platný[p 7] v tomto státě
- Irsko — standardní čas platný[p 8] v tomto státě
- Itálie — standardní čas platný[p 7] v tomto státě
- Lichtenštejnsko — standardní čas platný[p 6] v tomto státě
- Lucembursko — standardní čas platný[p 7] v tomto státě
- Maďarsko — standardní čas platný[p 7] v tomto státě
- Malta — standardní čas platný[p 7] v tomto státě
- Man — letní čas platný[p 6] na tomto ostrově posunutý o hodinu oproti standardnímu času
- Monako — standardní čas platný[p 6] v tomto státě
- Německo — standardní čas platný[p 7] v tomto státě
- Nizozemsko — standardní čas platný[p 7] v tomto státě
- Normanské ostrovy — letní čas platný[p 6] na tomto souostroví posunutý o hodinu oproti standardnímu času
- Norsko — standardní čas platný[p 6] v tomto státě posunutý o hodinu oproti standardnímu času
- Polsko — standardní čas platný[p 7] v tomto státě posunutý o hodinu oproti standardnímu času
- Portugalsko — letní čas platný[p 7] na většině území[p 9] posunutý o hodinu oproti standardnímu času
- Rakousko — standardní čas platný[p 7] v tomto státě
- San Marino — standardní čas platný[p 6] v tomto státě
- Severní Makedonie — standardní čas platný[p 6] v tomto státě
- Slovensko — standardní čas platný[p 7] v tomto státě
- Slovinsko — standardní čas platný[p 7] v tomto státě
- Spojené království — letní čas platný[p 6] v tomto státě posunutý o hodinu oproti standardnímu času
- Srbsko — standardní čas platný[p 6] v tomto státě[p 10]
- Španělsko — standardní čas platný[p 7] na většině území[p 11]
- Španělsko — letní čas platný[p 7] na části území[p 12] posunutý o hodinu oproti standardnímu času
- Švédsko — standardní čas platný[p 7] v tomto státě
- Švýcarsko — standardní čas platný[p 6] v tomto státě
- Vatikán — standardní čas platný[p 6] v tomto státě